# Granaat (mineraal)

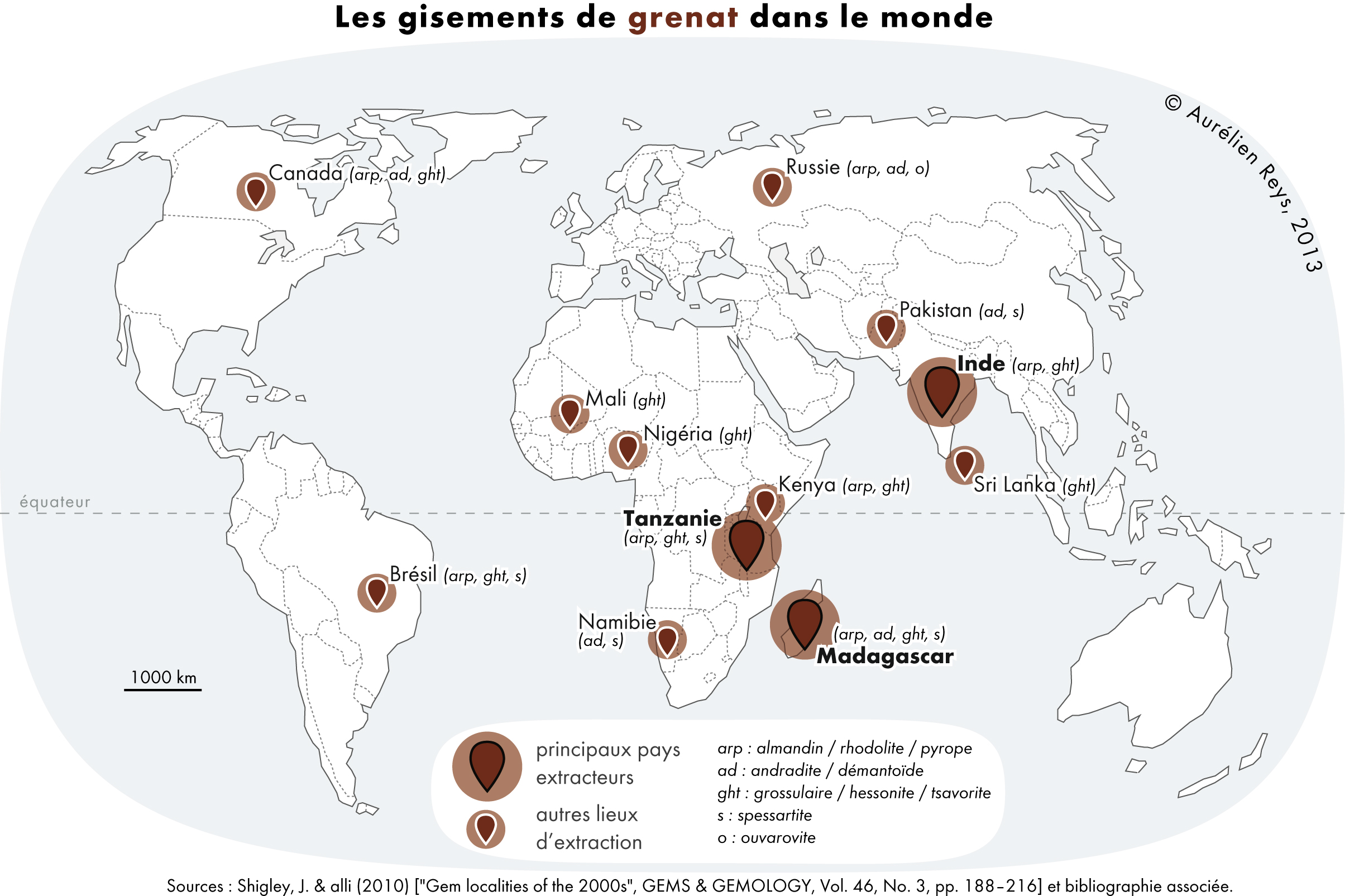
Belangrijkste granaat producerende landen

De granaatgroep bevat mineralen met een kubisch kristalstelsel en kristallen in de vorm van rombische dodecaëders en trapezoëders. Het zijn nesosilicaten met de algemene formule A3B2(SiO4)3. Granaten kunnen de chemische elementen calcium, magnesium, aluminium, ijzer2+, ijzer3+, chroom, mangaan en titanium bevatten. Granaten laten geen splijting zien. De hardheid is 6,5 - 7,5 en granaten kunnen transparant tot opaak zijn.
De naam "granaat" is afkomstig van het Latijnse woord granatus, en refereert aan malum garanatum (granaatappel) een plant met rode zaden die lijken op veel gevonden granaatkristallen.
Granaten zijn in tegenstelling tot wat vaak gedacht wordt, en wat de naam suggereert, niet altijd rood, maar kunnen paars, rood, oranje, geel, groen, bruin, zwart of kleurloos zijn. In 1998 werd in Bekily, Madagaskar, voor het eerst een blauw-roze granaat gevonden. Deze variant geldt als zeer zeldzaam.
De meest voorkomende zes varianten zijn pyroop, almandien, spessartiet, grossulaar, uvaroviet en andradiet. Deze komen voor in twee vaste oplossingsreeksen:
1. De pyralspiet-groep: pyroop-almandien-spessartiet
2. De ugrandiet-groep: uvaroviet-grossulaar-andradiet

## De granaatgroep
- Pyralspiet-groep
  - Pyroop, van het Griekse pyropos, betekent "vuurachtig". Het zijn robijn-rode magnesium-aluminium silicaten volgens de formule Mg3Al2(SiO4)3. Het magnesium kan deels door calcium en ijzer 2+ vervangen worden. De kleur van pyroop kan variëren van diep rood tot bijna zwart. Transparante pyropen worden als edelstenen gebruikt. Pyroop is een indicatief mineraal voor hogedrukgesteenten. De mantelgesteenten peridotiet en eclogiet, bevatten meestal een variant van pyroop.
  - Almandien, ook wel almandiet genoemd, is ook bekend onder de naam "karbonkel" (Latijn: "kleine vonk"). De naam almandien is afgeleid van Alabanda, een regio in Klein-Azië waar dit mineraal van oudsher gedolven werd. Almandien is een ijzer-aluminium granaat, Fe3Al2(SiO4)3; de dieprood tot bruinrode transparante kristallen worden vaak als edelsteen gebruikt. Almandien komt voor in metamorf gesteente zoals mica schisten, samen met mineralen als stauroliet, kyaniet, andalusiet en anderen.
  - Spessartiet of spessartien is een mangaan-aluminiumgranaat, Mn3Al2(SiO4)3. Het is vernoemd naar Spessart in Beieren. De grootste voorkomens worden gevonden in pegmatieten en in bepaalde laaggradige metamorfe fyllieten. Mooie oranje-gele spessartieten worden in Madagaskar gevonden. Paars-rode spessartiet komen voor in ryolieten in Colorado en Maine.

- Ugrandiet-groep
  - Uvaroviet is een calcium-chroomgranaat met formule Ca3Cr2(SiO4)3. Het is een redelijk zeldzame granaat, helder groen van kleur, veel gevonden als kleine kristallen met chromiet in peridotieten, serpentinieten, en kimberlieten. Soms worden ze in kristallijne marmers en schisten gevonden. Het mineraal komt vooral voor in de Oeral in Rusland en Outokumpu in Finland.
  - Andradiet is een calcium-ijzergranaat, Ca3Fe2(SiO4)3, met variabele compositie en kan rood, geel, bruin, groen of zwart zijn. Andradiet wordt gevonden in diepe magmatische gesteenten zoals syeniet en in serpentinieten, schisten, en kristallijne kalksteen.
  - Grossulaar is een calcium-aluminiumgranaat (formule Ca3Al2(SiO4)3) waar calcium deels vervangen kan worden door ijzer 2+ en het aluminium door ijzer 3+. De naam is afgeleid van de botanische naam van de kruisbes, grossularia, refererend aan de groene granaat die in Siberië gevonden wordt. Ook kaneel-bruine, rode en gele varianten komen voor. Door de lagere hardheid dan zirkoon, waar de gele kristallen op lijken, worden ze ook wel hessonite genoemd, uit het Grieks, wat "inferieur" betekent. Grossulaar wordt in contact metamorfe kalkstenen gevonden met vesuvianiet, diopsiet, wollastoniet en werneriet.

Granaten komen zeer veel voor in de onderkorst en mantel en spelen zo een grote rol in het chemische begrip van de Aarde.
De granaat is een van de "negen edelstenen" in de Thaise Orde van de Negen Edelstenen.